# Ol'ga Bondarenko
Ol'ga Petrovna Bondarenko, nata Krentser (in russo Ольга Петровна Бондаренко?; Slavgorod, 2 giugno 1960), è un'ex mezzofondista sovietica, campionessa olimpica dei 10000 metri piani a Seul 1988.

## Palmarès
| Anno                                      | Manifestazione    | Sede         | Evento         | Risultato  | Prestazione | Note                                     |
| ----------------------------------------- | ----------------- | ------------ | -------------- | ---------- | ----------- | ---------------------------------------- |
| In rappresentanza dell' Unione Sovietica  |                   |              |                |            |             |                                          |
| 1985                                      | Mondiali di cross | Lisbona      | Corsa seniores | 7ª         | 15'40"      |                                          |
| 1985                                      | Europei indoor    | Il Pireo     | 3000 m piani   | Argento    | 8'58"03     |                                          |
| 1986                                      | Europei           | Stoccarda    | 3000 m piani   | Oro        | 8'33"99     |                                          |
| 1986                                      | Europei           | Stoccarda    | 10000 m piani  | Argento    | 30'57"21    | Miglior prestazione personale            |
| 1987                                      | Mondiali di cross | Varsavia     | Corsa seniores | 13ª        | 17'20"      |                                          |
| 1987                                      | Mondiali indoor   | Indianapolis | 3000 m piani   | Argento    | 8'47"08     |                                          |
| 1987                                      | Mondiali          | Roma         | 3000 m piani   | Finale     | dnf         |                                          |
| 1987                                      | Mondiali          | Roma         | 10000 m piani  | 4ª         | 31'18"38    | Miglior prestazione personale stagionale |
| 1988                                      | Mondiali di cross | Auckland     | Corsa seniores | 20ª        | 19'58"      |                                          |
| 1988                                      | Giochi olimpici   | Seul         | 10000 m piani  | Oro        | 31'05"21    | Record olimpico                          |
| In rappresentanza della Squadra Unificata |                   |              |                |            |             |                                          |
| 1992                                      | Giochi olimpici   | Barcellona   | 10000 m piani  | Semifinale | dnf         |                                          |

## Altre competizioni internazionali
1985
- Coppa Europa di atletica leggera ( Mosca)